# St. Nikolaus in Lengenfeld

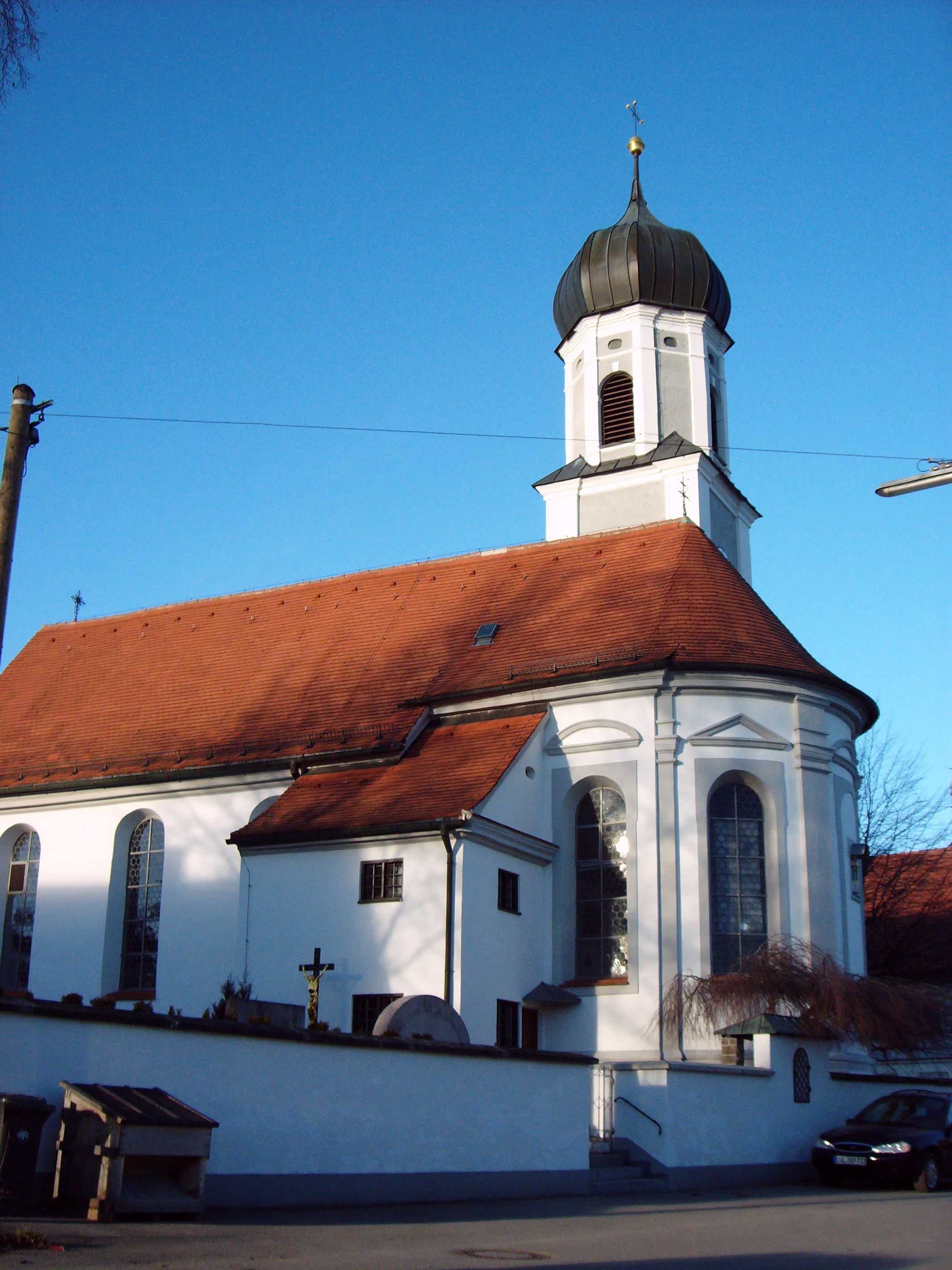
St. Nikolaus in Lengenfeld

Die römisch-katholische Pfarrkirche St. Nikolaus steht in Lengenfeld, einem Gemeindeteil von Oberostendorf im schwäbischen Landkreis Ostallgäu in Bayern. Das denkmalgeschützte Bauwerk ist in der Liste der Baudenkmäler in Oberostendorf unter der Nummer D-7-77-155-20 eingetragen. Die Kirche gehört zum Dekanat Kaufbeuren des Bistums Augsburg.

## Beschreibung
Die Saalkirche besteht aus einem im Kern spätmittelalterlichen Langhaus, einem eingezogenen, halbrund geschlossenen Chor im Osten, der 1707 erneuert wurde, einem Chorflankenturm auf quadratischem Grundriss an der Nordwand des Chors, dessen untere Geschosse aus dem Mittelalter stammen, der Sakristei an der Südwand des Chors, und einem westlich benachbarten Oratorium. Der Chorflankenturm wurde 1707 mit einem achteckigen Geschoss aufgestockt, das den Glockenstuhl aufnimmt, und mit einer Zwiebelhaube bedeckt. Der Innenraum des Langhauses ist mit einer Flachdecke überspannt, der des Chors mit einem Stichkappengewölbe. Die um 1747 eingebauten Fresken, auf denen u. a. im Chor eine Maria im Ährenkleid und im Langhaus ein Salvator mundi dargestellt sind, werden Johann Heel zugeschrieben. Der Hochaltar von 1766 stand ursprünglich in der Stadtpfarrkirche von Kaufbeuren. Ein Gemälde mit der Darstellung des Nikolaus von Myra stammt von Johann Baptist Baader, eine Pietà von Johann Sigmund Hitzelberger.